# 五常駅
五常駅（ごじょうえき）とは、中華人民共和国黒竜江省ハルビン市五常市に位置する拉浜線の駅。

## 歴史
- 1933年　開業。

## 隣の駅
中華人民共和国鉄道部
拉浜線
杜家駅 - 五常駅 - 安家駅
座標: 北緯44度54分46秒 東経127度08分07秒 / 北緯44.9127度 東経127.1353度